# Stegosaurus ungulatus
Stegosaurus ungulatus (gr. "lagarto con tejado con casco") es una especie del género extinto Stegosaurus, que vivió a finales del período Jurásico, hace aproximadamente 156 y 144 millones de años, entre el Kimmeridgiense y el Titoniense, en lo que hoy es América del Norte y posiblemente Europa. Fue nombrado por Marsh en 1879, a partir de restos recuperados en Como Bluff, Wyoming,más precisamente en la Cantera 12, cerca de Robber's Roost. Podría ser sinónimo de S. stenops. Con 9 metros, era la especie más larga dentro del género Stegosaurus. Un espécimen fragmentario de Stegosaurus descubierto en Portugal y que data del intervalo entre elKimmeridgiano superior al Titoniano inferior ha sido asignado tentativamente a esta especie. S. ungulatus se puede distinguir de S. stenops por la presencia de extremidades traseras más largas, placas proporcionalmente más pequeñas y puntiagudas con bases anchas y puntas estrechas, y por varias placas pequeñas, planas, parecidas a espinas, justo antes de las púas de la cola. Estas placas parecidas a espinas parecen haber sido emparejadas, debido a la presencia de al menos un par que son idénticos pero reflejados. S. ungulatus también parece haber tenido fémures y huesos de la cadera más largos que otras especies. El espécimen tipo de S. ungulatus fue descubierto con ocho picos, aunque estaban dispersos lejos de sus posiciones originales. Estos a menudo se han interpretado como una indicación de que el animal tenía cuatro pares de púas en la cola. No se han encontrado especímenes con conjuntos completos o articulados de púas de la cola, pero no se han encontrado especímenes adicionales que conserven ocho púas juntas. Es posible que el par adicional de púas proviniera de un individuo diferente, y aunque no se encontraron otros huesos adicionales con el espécimen, estos pueden encontrarse si se realizaron más excavaciones en el sitio original. Especímenes de otras canteras, como una cola de la Cantera 13, que ahora forma parte del esqueleto compuesto AMNH 650 en el Museo Americano de Historia Natural que se han referidos a S. ungulatus sobre la base de las vértebras de la cola con muescas, se conservan con solo cuatro puntas de la cola.. El espécimen tipo de S. ungulatus, YPM 1853, fue el primer esqueleto montado de un Stegosaurus en el Museo Peabody de Historia Natural en 1910 por Richard Swann Lull. Inicialmente se montó con placas emparejadas colocadas a lo ancho, por encima de la base de las costillas, pero se volvió a montar en 1924 con dos filas escalonadas de placas a lo largo de la línea media de la espalda. Los especímenes adicionales recuperados de la misma cantera por el Museo Nacional de Historia Natural de los Estados Unidos , incluidas las vértebras de la cola y una placa grande adicional, USNM 7414, pertenecen al mismo individuo que YPM 1853.